# HSG Blomberg-Lippe
Die HSG Blomberg-Lippe ist eine Handballspielgemeinschaft aus der Stadt Blomberg im nordrhein-westfälischen Kreis Lippe. Sie besteht seit 1993, als die Handballabteilungen des TV Herrentrup und des TV Blomberg fusionierten. Die erste Frauenmannschaft der HSG Blomberg-Lippe spielt seit dem Aufstieg im Jahre 2006 in der 1. Bundesliga. Die Mannschaft stand zweimal im Endspiel des DHB-Pokals der Frauen. Die weibliche A-Jugend wurde zweimal, die B-Jugend einmal deutscher Meister.

## Geschichte

### TV Herrentrup
Der TV Herrentrup wurde im Jahre 1905 gegründet und stellte 1972 erstmals eine Mädchenmannschaft im Handball. Im Jahre 1986 stiegen die Frauen des TV Herrentrup in die drittklassige Regionalliga West auf. Nachdem die Mannschaft 1988 das Play-off-Finale um den Aufstieg in die 2. Bundesliga verlor gelang ein Jahr später der Aufstieg. Der TV Herrentrup nahm einmal am DHB-Pokal der Frauen teil.

### TV Blomberg
Der TV Blomberg wurde im Jahre 1886 gegründet und gehörte zwischen 1946 und 1950 kurzzeitig dem Blomberger SV an. Die Handballerinnen nahmen in der Saison 1990/91 am DHB-Pokal der Frauen teil und erreichten dort die zweite Runde.

### HSG Blomberg-Lippe
Die neu formierte Spielgemeinschaft übernahm den Platz des TV Herrentrup in der 2. Bundesliga Mitte. Nach zwei vierten Plätzen in Folge gelang in der Saison 1995/96 der Aufstieg in die Bundesliga. Dort erreichte die Mannschaft in der Saison 1997/98 den sechsten Platz. In der Saison 2001/02 mussten die Blombergerinnen als Vorletzter wieder absteigen. Nach zwei Vizemeisterschaften in den Spielzeiten 2003/04 und 2004/05 hinter dem PSV Rostock bzw. dem SV Union Halle-Neustadt gelang 2006 der Wiederaufstieg, nachdem sich die Mannschaft im Play-off-Finale gegen den SC Markranstädt durchsetzen konnte.
Zurück im Oberhaus konnten sich die Blombergerinnen etablieren. Vom 1. Januar 2008 bis 2010 trat die erste Damenmannschaft der HSG als ProVital Blomberg-Lippe. Der Hauptsponsor und Mehrheitsbeteiligte war die heristo AG. Diese zog sich aber 2011 aus dem Verein zurück. Zwischenzeitlich erreichte die Mannschaft das Finale um den DHB-Pokal 2009/10, welches mit 23:34 gegen Bayer 04 Leverkusen verloren wurde. Vier Jahre später erreichten die Blombergerinnen erneut das Pokalfinale und verloren dieses Mal mit 26:36 gegen den HC Leipzig.

## Saisonbilanzen
Grün unterlegte Platzierungen kennzeichnen einen Aufstieg, rot unterlegte einen Abstieg.
| Saison    | Spielklasse         | Platz | Spiele | Tore    | Diff. | Punkte |
| --------- | ------------------- | ----- | ------ | ------- | ----- | ------ |
| 1993/94   | 2. Bundesliga Mitte | 04    | 20     | 380:334 | +046  | 23:17  |
| 1994/95   | 2. Bundesliga Süd   | 04    | 26     | 489:468 | +021  | 32:20  |
| 1995/96   | 2. Bundesliga Süd   | 01    | 26     | 562:470 | +092  | 41:11  |
| 1996/97   | Bundesliga          | 09    | 22     | 456:489 | −033  | 17:27  |
| 1997/98   | Bundesliga          | 06    | 22     | 522:519 | +003  | 22:22  |
| 1998/99   | Bundesliga          | 09    | 22     | 511:556 | −045  | 17:27  |
| 1999/2000 | Bundesliga          | 10    | 22     | 504:540 | −036  | 10:34  |
| 2000/01   | Bundesliga          | 09    | 22     | 544:550 | −006  | 17:27  |
| 2001/02   | Bundesliga          | 13    | 26     | 652:763 | −111  | 11:41  |
| 2002/03   | 2. Bundesliga Nord  | 03    | 26     | 742:670 | +072  | 35:17  |
| 2003/04   | 2. Bundesliga Nord  | 02    | 26     | 848:691 | +157  | 39:13  |
| 2004/05   | 2. Bundesliga Nord  | 02    | 28     | 857:701 | +156  | 44:12  |
| 2005/06   | 2. Bundesliga Nord  | 01    | 26     | 860:619 | +241  | 48:04  |
| 2006/07   | Bundesliga          | 08    | 22     | 573:686 | −113  | 14:30  |
| 2007/08   | Bundesliga          | 09    | 22     | 617:682 | −065  | 14:30  |
| 2008/09   | Bundesliga          | 07    | 22     | 608:606 | +002  | 19:25  |
| 2009/10   | Bundesliga          | 04    | 22     | 617:564 | +053  | 28:16  |
| 2010/11   | Bundesliga          | 08    | 22     | 665:645 | +020  | 19:25  |
| 2011/12   | Bundesliga          | 08    | 20     | 554:557 | −003  | 16:24  |
| 2012/13   | Bundesliga          | 08    | 22     | 577:630 | −053  | 15:29  |
| 2013/14   | Bundesliga          | 09    | 22     | 581:625 | −044  | 16:28  |
| 2014/15   | Bundesliga          | 07    | 26     | 725:661 | +064  | 31:21  |
| 2015/16   | Bundesliga          | 09    | 26     | 740:745 | −005  | 21:31  |
| 2016/17   | Bundesliga          | 09    | 26     | 701:730 | −029  | 20:32  |
| 2017/18   | Bundesliga          | 08    | 26     | 723:698 | +025  | 32:20  |
| 2018/19   | Bundesliga          | 06    | 26     | 689:681 | +008  | 28:24  |
| 2019/20   | Bundesliga          | 04    | 18     | 527:490 | +037  | 26:10  |
| 2020/21   | Bundesliga          | 05    | 30     | 880:810 | +070  | 43:17  |
| 2021/22   | Bundesliga          | 06    | 26     | 726:740 | −014  | 28:24  |
| 2022/23   | Bundesliga          | 05    | 26     | 774:729 | +045  | 33:19  |
| 2023/24   | Bundesliga          | 06    | 26     | 743:702 | +041  | 32:20  |
| 2024/25   | Bundesliga          | 03    | 22     | 620:540 | +080  | 31:13  |

## Persönlichkeiten

### Kader für die Saison 2025/26
| Nr. | Name                    | Nat.           | Position | Größe  | Geburtsdatum | im Verein seit | vorheriger Verein          |
| --- | ----------------------- | -------------- | -------- | ------ | ------------ | -------------- | -------------------------- |
| 16  | Melanie Veith           | Deutsche       | Tor      | 1,71 m | 10.12.1992   | 2015           | HSG Bensheim/Auerbach      |
| 27  | Lara Lepschi            | Deutsche       | Tor      | 1,77 m | 29.01.2001   | 2025           | SV Union Halle-Neustadt    |
| 61  | Nicole Roth             | Deutsche       | Tor      | 1,83 m | 08.05.1995   | 2025           | HB Ludwigsburg             |
| 03  | Laura Rüffieux          | Deutsche       | KM       | 1,66 m | 07.12.1995   | 2013           | TV Hüttenberg              |
| 04  | Andrea Jacobsen         | Isländerin     | RL       | 1,81 m | 09.04.1998   | 2024           | Silkeborg-Voel KFUM        |
| 05  | Amber Verbraeken        | Niederländerin | RA       | 1,80 m | 05.07.2002   | 2024           | Sport-Union Neckarsulm     |
| 07  | Díana Dögg Magnúsdóttir | Isländerin     | RR       | 1,74 m | 19.09.1997   | 2024           | BSV Sachsen Zwickau        |
| 09  | Nieke Kühne             | Deutsche       | RL       | 1,84 m | 28.10.2004   | 2021           | TV Hannover-Badenstedt     |
| 14  | Ona Vegué i Pena        | Spanierin      | LA       | 1,70 m | 09.07.1998   | 2023           | KH-7 BM Granollers         |
| 15  | Carolin Jaron           | Deutsche       | RM       | 1,64 m | 16.12.2006   | 2021           | HT München                 |
| 19  | Maxi Mühlner            | Deutsche       | KM       | 1,78 m | 03.02.2001   | 2024           | Buxtehuder SV              |
| 21  | Nuria Bucher            | Schweizerin    | RM       | 1,79 m | 21.03.2005   | 2025           | Spono Eagles               |
| 22  | Judith Tietjen          | Deutsche       | RA       | 1,68 m | 24.02.2002   | 2023           | SV Union Halle-Neustadt    |
| 24  | Malina Marie Michalczik | Deutsche       | RM       | 1,80 m | 09.11.2001   | 2020           | Borussia Dortmund          |
| 28  | Malin Sandberg          | Schwedin       | RR       | 1,82 m | 14.04.2000   | 2025           | ESBF Besançon              |
| 31  | Alexia Hauf             | Deutsche       | LA       | 1,61 m | 18.07.1998   | 2022           | HL Buchholz 08-Rosengarten |
| 33  | Elín Rósa Magnúsdóttir  | Isländerin     | RM       | 1,67 m | 22.10.2002   | 2025           | Valur Reykjavík            |
| 55  | Farrelle Njinkeu        | Deutsche       | RA       | 1,72 m | 09.01.2007   | 2025           | Füchse Berlin              |
|     | Steffen Birkner         | Deutscher      | Trainer  |        | 01.06.1980   | 2018           | VfL Fredenbeck             |

### Transfers zur Saison 2025/26
| Zugänge                | Zugänge                | Zugänge                            |
| Nation                 | Name                   | abgebender Verein                  |
| ---------------------- | ---------------------- | ---------------------------------- |
| Deutschland            | Lara Lepschi           | SV Union Halle-Neustadt            |
| Island                 | Elín Rósa Magnúsdóttir | Valur Reykjavík                    |
| Schweden               | Malin Sandberg         | Entente Sportive Bisontine Féminin |
| Deutschland            | Farrelle Njinkeu       | Füchse Berlin                      |
| Schweiz                | Nuria Bucher           | Spono Eagles                       |
| Deutschland            | Nicole Roth            | HB Ludwigsburg                     |
| Stand: 14. August 2025 |                        |                                    |

| Abgänge               | Abgänge        | Abgänge                |
| Nation                | Name           | aufnehmender Verein    |
| --------------------- | -------------- | ---------------------- |
| Deutschland           | Zoe Ludwig     | Füchse Berlin          |
| Deutschland           | Laetitia Quist | Mosonmagyaróvári KC SE |
| Deutschland           | Lisa Rajes     | TV Oyten               |
| Danemark              | Ida Hoberg     | EH Aalborg             |
| Schweiz               | Lisa Frey      | Karriereende           |
| Stand: 25. April 2025 |                |                        |

### Ehemalige Spielerinnen
- Heike Ahlgrimm
- Tessa Cocx
- Alexandra Gräfer
- Janette Kliewe
- Nadine Krause
- Franziska Müller
- Xenia Smits
- Alicia Stolle

### Ehemalige Trainer
- André Fuhr (2002–2018)
- Jürgen Krause (2000)
- Dago Leukefeld (1993–1999)

## Erfolge

### Damen
- DHB-Pokalfinalist: 2010, 2014, 2025
- Meister der 2. Bundesliga: 1996 (Nord), 2006 (Süd)

### Jugend
- weibliche A-Jugend
  - Deutscher Meister: 2008, 2023
  - Deutscher Vizemeister: 2005, 2006, 2007, 2009, 2012, 2013, 2015, 2022
- weibliche B-Jugend
  - Deutscher Meister: 2016
  - Deutscher Vizemeister: 2014

## Umfeld

### Halle

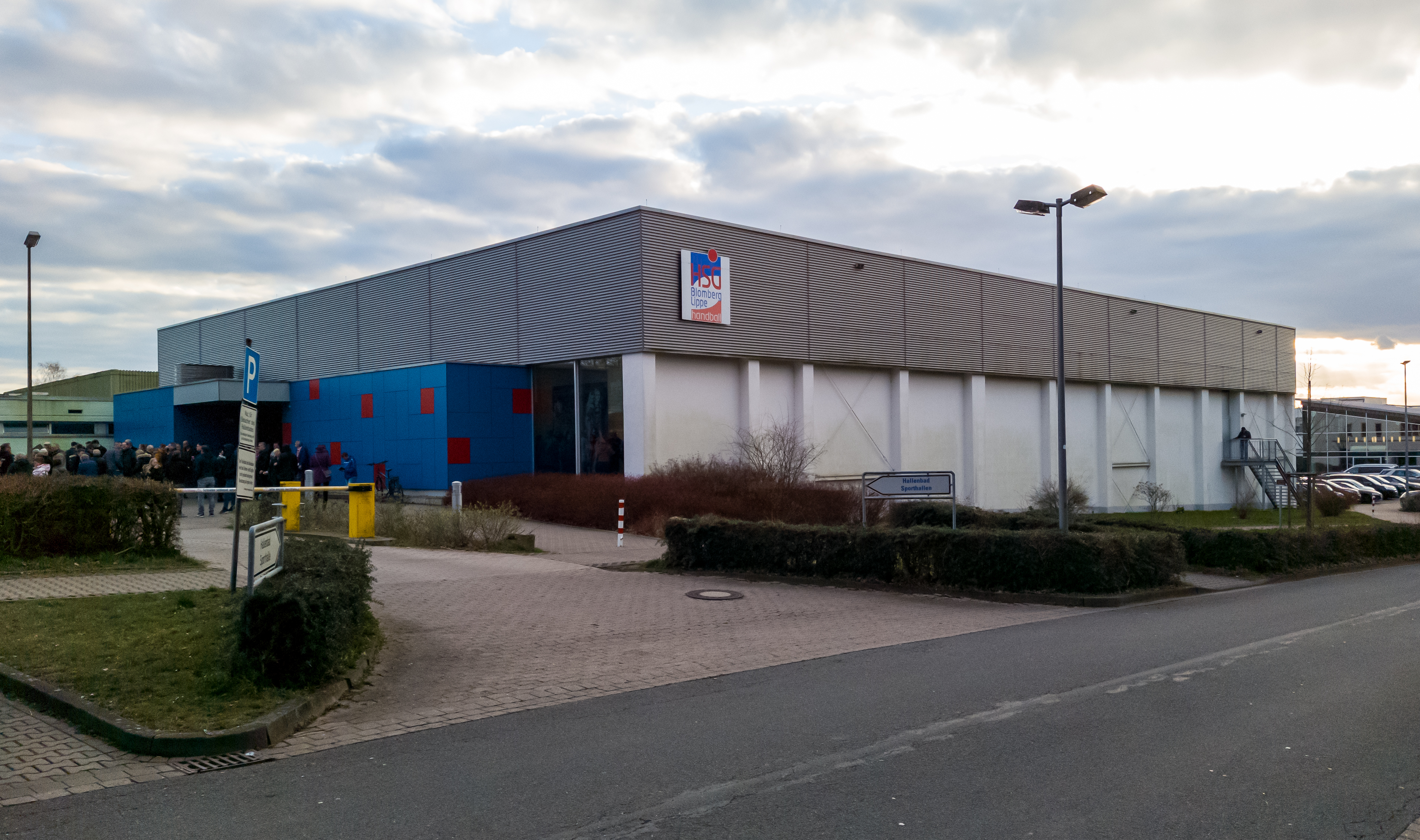
Sporthalle an der Ulmenallee (2020)

Die erste Damenmannschaft trägt ihre Heimspiele in der Sporthalle an der Ulmenallee in Blomberg aus. Die Halle befindet sich bei der Sekundarschule Blomberg und bot Platz für 900 Zuschauern. Im Mai 2021 begannen Umbauarbeiten an der Halle. Die Zuschauerkapazität wurde erhöht und ein neuer Bodenbelag verlegt. Für den Umbau wurden 855.000 Euro veranschlagt. Nach Abschluss der Umbauarbeiten zum Saisonstart 2022/23 fasst die Halle nun 1300 Zuschauer.

### Vereinsführung
Manager der Mannschaft war drei Jahrzehnte lang Harald Wallbaum. Wallbaum gab 2012 sein Ausscheiden aus dem Vorstand der HSG bekannt. Anschließend leitete Torben Kietsch die Geschicke der Bundesliga-Mannschaft bis zum Ende der Saison 2015/16. In der Spielzeit 2016/17 bekleidete Torsten Pfennig das Amt des Geschäftsführers. Zur Saison 2017/18 wurde eine Doppelspitze installiert: Stefanie Klaunig (vorher Leiterin der Geschäftsstelle) und der zurückgekehrte Torben Kietsch teilten sich die Aufgaben der Geschäftsführung. Trainer Steffen Birkner ist in Personalunion auch sportlicher Leiter des Nachwuchsleistungsbereiches. Nach Klaunigs Ausscheiden 2019 war Torben Kietsch alleiniger Geschäftsführer. Dieses Amt hat Kietsch im Frühjahr 2023 abgegeben und den Verein verlassen. Seine Nachfolgerin wurde Franziska Rautauoma. Zu Beginn ihrer Elternzeit im Sommer 2024 wurde der Posten von Jan-Henning Himborn übernommen.

### Weitere Mannschaften
Die erste Männermannschaft spielt in der Bezirksliga. Des Weiteren betreibt die HSG ein Jugendinternat ab der weiblichen B-Jugend in Zusammenarbeit mit dem Hermann-Vöchting-Gymnasium Blomberg. (Stand 2017)